# بوکس در المپیک تابستانی ۱۹۶۰
مشت‌زنی در بازی‌های المپیک تابستانی ۱۹۶۰ نام رویداد ورزش مشت‌زنی در بازی‌های المپیک تابستانی بود که در سال ۱۹۶۰ برگزار شد.

## جدول مدال‌ها
| رتبه | کشور:                     | طلا: | نقره: | برنز: | طلا: |
| ۱    | ایتالیا (ITA)             | ۳    | ۳     | ۱     | ۷    |
| ۲    | ایالات متحده آمریکا (USA) | ۳    | ۰     | ۱     | ۴    |
| ۳    | لهستان (POL)              | ۱    | ۳     | ۳     | ۷    |
| ۴    | اتحاد شوروی (URS)         | ۱    | ۲     | ۲     | ۵    |
| ۵    | مجارستان (HUN)            | ۱    | ۰     | ۰     | ۱    |
| ۵    | چکسلواکی (TCH)            | ۱    | ۰     | ۱     | ۲    |
| ۷    | غنا (GHA)                 | ۰    | ۱     | ۰     | ۱    |
| ۷    | آفریقای جنوبی (RSA)       | ۰    | ۱     | ۱     | ۲    |
| ۹    | بریتانیای کبیر (GBR)      | ۰    | ۰     | ۳     | ۳    |
| ۱۰   | استرالیا (AUS)            | ۰    | ۰     | ۲     | ۲    |
| ۱۱   | ژاپن (JPN)                | ۰    | ۰     | ۱     | ۱    |
| ۱۱   | مصر (EGY)                 | ۰    | ۰     | ۱     | ۱    |
| ۱۱   | فنلاند (FIN)              | ۰    | ۰     | ۱     | ۱    |
| ۱۱   | آرژانتین (ARG)            | ۰    | ۰     | ۱     | ۱    |
| ۱۱   | رومانی (ROU)              | ۰    | ۰     | ۱     | ۱    |
| ۱۱   | تیم متحد آلمان (EUA)      | ۰    | ۰     | ۱     | ۱    |